# Swertia obtusa
Swertia obtusa là một loài thực vật có hoa trong họ Long đởm. Loài này được Ledeb. miêu tả khoa học đầu tiên năm 1812.